# Miralles (Pinós)
Miralles és una masia del municipi de Pinós (Solsonès) inclosa a l'Inventari del Patrimoni Arquitectònic de Catalunya. En l'actualitat, sota el nom de Casa Miralles, és una casa que acull hostalatge com a turisme rural per a grups. A la contrada també és anomenada com Miralles de Su, per distingir-la de Miralles de Sant Serni, del terme de Torà.

## Situació
La masia es troba a l'extrem nord del municipi, al nord-oest de Matamargó, però molt més a prop de Su (Riner). Està arrecerada als peus de la solana de la costa de Miralles, als fondals del marge esquerre de la riera de Matamargó. L'indret es va recuperant dels estralls que hi va provocar l'incendi de l'any 1998, especialment virulent en les obagues de la serra de Pinós, enfront de la masia. Els efectes encara són ben visibles.
S'hi va des de la carretera de Cardona a Su, per un trencall que es troba poc més enllà del cap de província(41° 53′ 29″ N, 1° 34′ 33″ E / 41.891525°N,1.575937°E), a un quilòmetre de Su. Està molt ben senyalitzat. Hi ha 2,3 km. fins a Miralles. Es pren la pista ben arranjada cap al sud. Als 750 metres es passa pel davant de la masia de la Serra i als 1,8 km es troba un encreuament. Per la dreta es va a Miralles. La de l'esquerra portaria a Fornells.

## Descripció

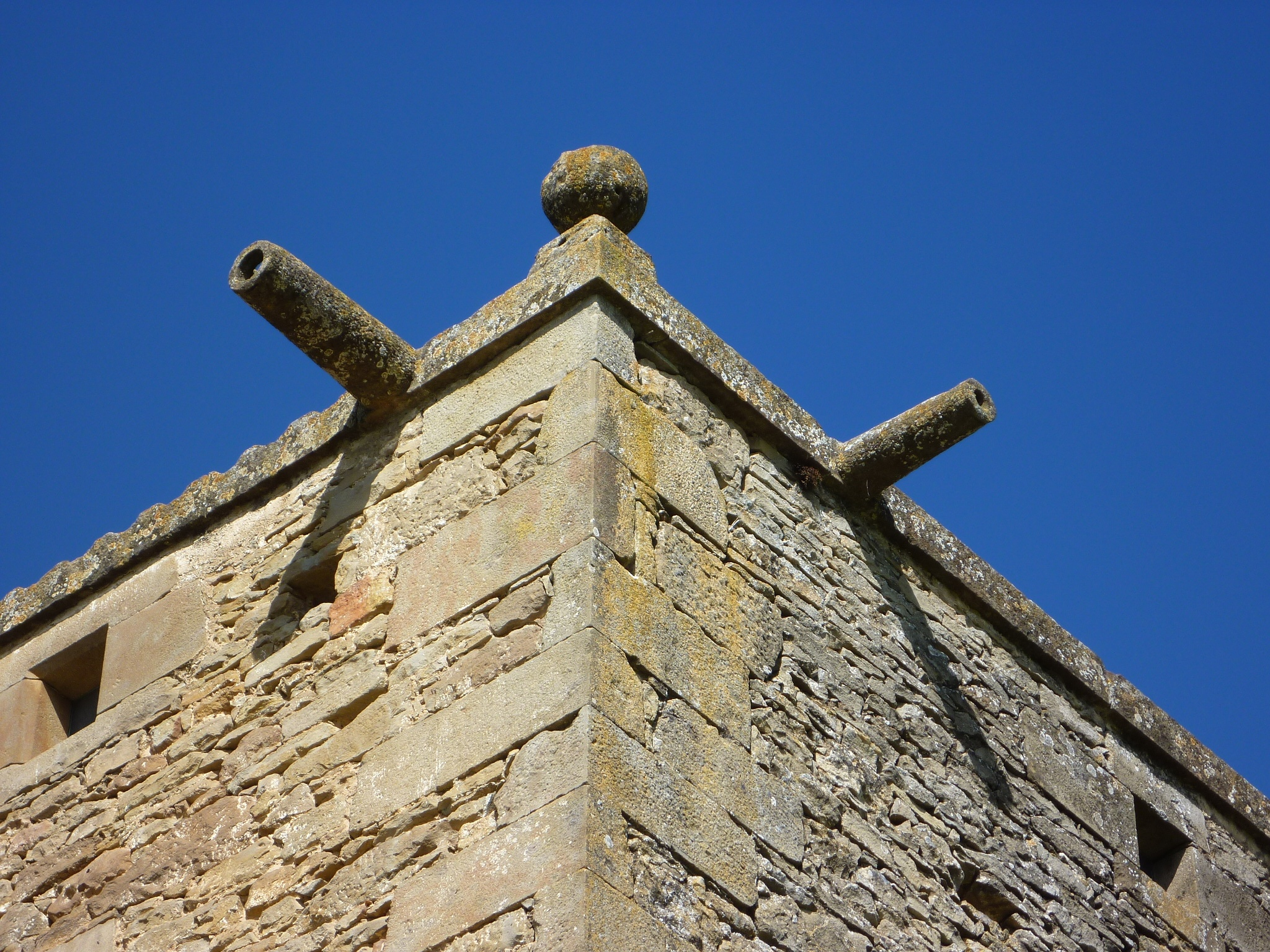
Gàrgoles

Gran casa de pagès fortificada, amb restes d'antiga muralla, molt deteriorada. La part més antiga és de planta rectangular amb teulada a quatre vessants. La part més recent és també de planta rectangular però amb teulada a dos vessants. Està orientada nord-sud. La façana principal és a la cara sud, amb porta d'arc de mig punt adovellada. A les quatre cares hi ha petites obertures. Als quatre vessants de la teulada, hi ha diverses gàrgoles de pedra picada.
Construcció: parament de carreus irregulars, no tallats. La nova construcció es troba a la cara nord-oest.
A pocs metres de la masia hi ha la capella de Miralles.

## Història
La casa Miralles es troba a prop de Can Vendrell, antic castell de Su, que era dels senyors de Cervera al segle xi, els quals tenien diverses possessions i masos per la contrada.